# Neosaproecius
Neosaproecius é um género de Scarabaeidae ou escaravelhos na superfamília Scarabaeoidea.